# ヴィータウタス・マチェルニス
ヴィータウタス・マチェルニス（Vytautas Mačernis、1921年6月5日 - 1944年10月7日）は、リトアニアの詩人である。

## 経歴

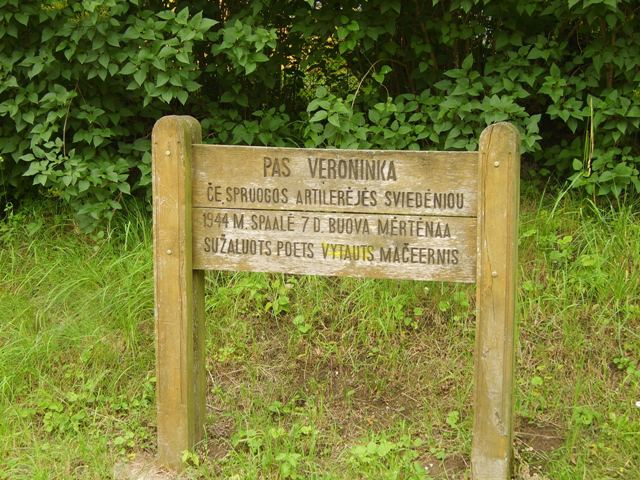
ジェマイチュー・カルヴァリヤで彼が撃たれた現場

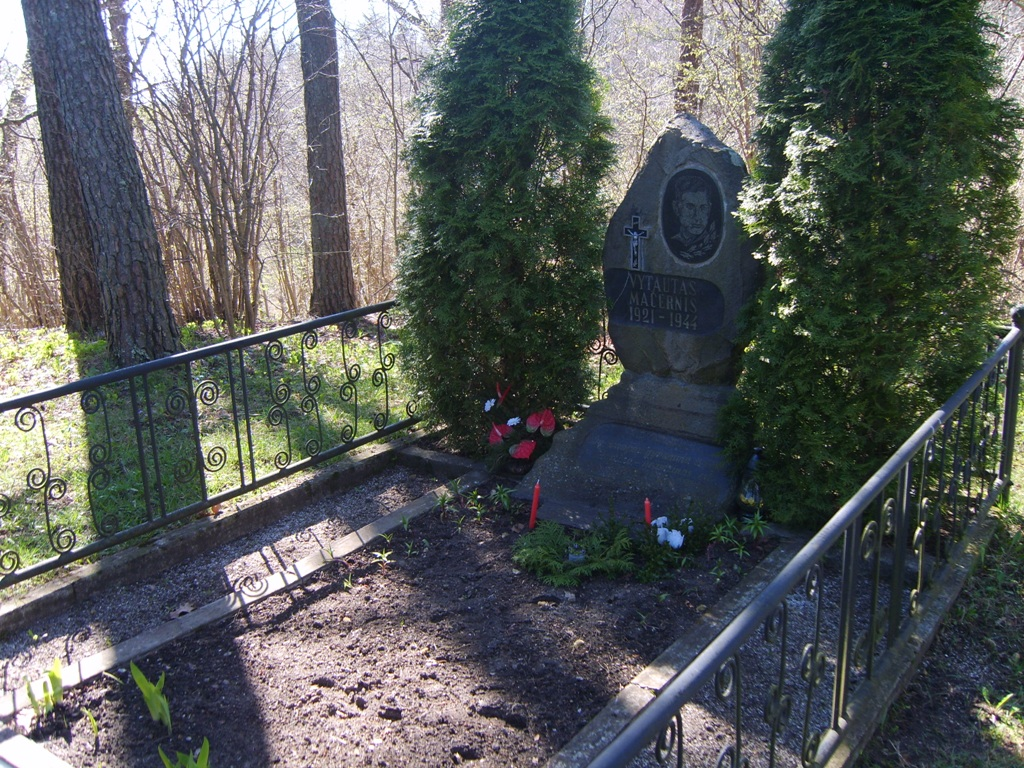
故郷シャルネレにある彼の墓

シャルネレ村（現在はプルンゲ地区自治体）の大家族（13人兄弟だが、うち6人は幼少期に死没）で生まれ育った。1934年、祖母が80歳で亡くなる。
1935年にセダ・プロギムナジウムを卒業。その後テルシェイ・ギムナジウムに入学し、在学中に詩を書き始める。1938年、ヴィータウタスの父が妻と7人の子どもを残して亡くなる。
1939年にテルシェイ・ギムナジウムを卒業し、ヴィータウタス・マグヌス大学に入学。そこで英語学を専攻しつつ、青年文学活動にも関わるようになる。
た。
1940年にヴィリニュス大学に転入学して2学期間学んだあと、哲学を専攻。リトアニア研究の授業も取り、ヴィンツァス・クレヴェやヴィンツァス・ミーコライティス＝プティナスの授業に参加、バリース・スルオガ（Balys Sruoga）のゼミにも参加した。
1943年にナチス当局によってヴィリニュス大学が閉鎖され、マチェルニスは故郷へと戻った。パリのソルボンヌ大学への入学を希望していたことから、故郷でフランス語を学んだ。彼は、リトアニア語、ドイツ語、英語、フランス語、イタリア語、ロシア語、ラテン語、ギリシャ語の8か国語に長けていた。
1944年10月7日、ジェマイチュー・カルヴァリヤで移動中に流れ弾に当たり、死没。

## 作品
彼は1936年に処女作を書き、1944年10月まで執筆を続けた。彼の作品は没後本として出版された。

## 後世への影響
セダにあるギムナジウムは現在、彼の名を冠して「セダ・ヴィータウタス・マチェルニス・ギムナジウム」と呼ばれている。